# Chuyển động thuận và nghịch

Quỹ đạo chuyển động nghịch: vệ tinh (màu đỏ) có quỹ đạo quay theo hướng ngược lại so với chiều tự quay của vật thể mẹ (xanh/đen).

Trong thiên văn học, chuyển động nghịch hay nghịch hành (tiếng Anh: retrograde motion) là chuyển động quay quanh trục hoặc quỹ đạo của một vật thể theo hướng ngược lại so với chiều tự quay của vật thể mẹ của nó, tức là vật thể trung tâm. Nó cũng có thể được sử dụng để mô tả các chuyển động khác ví dụ như tiến động hoặc chương động của trục quay. Chuyển động thuận (tiếng Anh: prograde motion) là chuyển động cùng chiều với chuyển động tự quay của vật thể mẹ. Sự quay được quyết định bởi một hệ quy chiếu quán tính, ví dụ như một định tinh.
Trong Hệ Mặt Trời, quỹ đạo quanh Mặt Trời của tất cả các hành tinh và hầu hết các thiên thể khác, ngoài trừ nhiều sao chổi, có chuyển động thuận, tức là quay cùng chiều với chiều tự quay của Mặt Trời. Sự tự quay của hầu hết các hành tinh, ngoại trừ Sao Kim và Sao Thiên Vương, cũng là chuyển động thuận. Hầu hết vệ tinh tự nhiên có quỹ đạo quay thuận quanh hành tinh của chúng. Các vệ tinh chuyển động thuận của Sao Thiên Vương có quỹ đạo theo chiều mà Sao Thiên Vương tự quay, tức là ngược lại so với Mặt Trời. Các vệ tinh chuyển động nghịch thì thường nhỏ và cách xa hành tinh chủ, ngoại trừ vệ tinh Triton của Sao Hải Vương lớn và gần hành tinh chủ nhưng vẫn chuyển động nghịch. Tất cả các vệ tinh chuyển động nghịch được cho là đã hình thành riêng biệt trước khi bị hành tinh chủ bắt giữ.
Nếu một hành tinh trong Hệ Mặt Trời có chuyển động tự quay quanh trục là chuyển động nghịch hành thì chu kỳ tự quay của nó sẽ có dấu trừ, còn độ nghiêng trục quay sẽ lớn hơn 90 độ và nhỏ hơn 180 độ.

## Hình thành các hệ thống thiên thể
Khi một thiên hà hoặc một hệ hành tinh hình thành, vật chất của nó có dạng một chiếc đĩa. Hầu hết vật chất quay và tự quay theo một hướng. Sự thống nhất trong chuyển động này là do sự sụp đổ của một đám mây khí. Bản chất của sự sụp đổ được giải thích bởi một định luật mang tên bảo toàn mô men động lượng. Vào năm 2010, việc tìm ra một số Sao Mộc nóng với quỹ đạo ngược chiều đã đặt ra câu hỏi về giả thuyết về sự hình thành của hệ hành tinh. Điều này có thể được giải thích là ngôi sao và hành tinh của chúng không hình thành trong cô lập mà trong các quần tinh chứa các đám mây phân tử. Khi một đĩa tiền hành tinh va chạm với hoặc ăn cắp vật chất từ một đám mây thì có thể dẫn tới chuyển động nghịch của đĩa và các hành tinh được sinh ra.